# Borys Kossakowski
Borys Kossakowski (ur. 5 lutego 1980) – prozaik, poeta, songwriter, muzyk i dziennikarz. Absolwent psychologii Wydziału Nauk Społecznych Uniwersytetu Gdańskiego.

## Życiorys
Jako chłopiec śpiewał w gdańskim chórze Pueri Cantores Olivenses. W ramach solowego projektu nagrał płytę demo „Nikt” (2002). Wraz z Michałem Piotrowskim i Piotrem Czerskim utworzył zespół Towary Zastępcze. Był liderem zespołu Sunday Pagans. Od 2006 roku członek zespołu Karol Schwarz All Stars. Od 2008 roku zaangażowany w działalność mini-wydawnictwa muzycznego. Brał udział w festiwalach: Off Festival, Open’er Festival, Europejski Poeta Wolności, Przegląd Piosenki Aktorskiej, Open Source Art Festival, SpaceFest. Instrumentarium, które wykorzystuje w swoich utworach: gitara, saksofon, ukulele, klarnet, looper, automat perkusyjny.
W latach 2006–2010 był odpowiedzialny za scenę muzyczną i Festiwal Jazz Jantar w gdańskim Klubie ŻAK. W latach 2007–2011 był związany z kolektywem Nasiono Records. Od 2010 roku jest dziennikarzem portalu trojmiasto.pl.
Teksty literackie publikował m.in. w Autografie, Akancie, Gazecie Wyborczej, Migotaniach, przejaśnieniach. Brał udział w dwóch spektaklach poetyckich zrealizowanych w Klubie Żak w reżyserii Michała Kowalskiego – „Eroticon” oraz „WWW – Wieczór Wierszy Wesołych”.
Autor tomu wierszy „Ballady manekinów”, współredaktor „7×7 – Antologii poezji studentów i absolwentów UG” oraz powieści Katia Balejaż (Gdańsk, 2006).
Stypendysta Marszałka Województwa Pomorskiego (2007) oraz Miasta Gdańska (2013).

## Dyskografia
- Ciche dni (2006) – Towary Zastępcze
- 100 filmów (2007) – Karol Schwarz All Stars
- Dolne Miasto OST (2009) – Towary Zastępcze
- Rozewie (2009) – Karol Schwarz All Stars
- Sunday Tracks (2009) – solo
- Długa przerwa (2013) – Towary Zastępcze